# Кобзев, Игорь Алексеевич
И́горь Алексе́евич Ко́бзев (род. 27 июля 1947) — советский хоккеист, защитник. Мастер спорта СССР.

## Биография
Воспитанник хоккейной школы «ЦСКА». В сезонах 1966/67—1968/69 играл во второй лиге за куйбышевский «СКА». В сезонах 1969/70—1970/71 годах играл за московское «Динамо». В 1971 году был приглашён в «Динамо» Рига. Вместе с клубом в 1973 году пробился в высшую лигу и отыграл в ней пять сезонов. В сезоне 1978/79 выступал за «Латвияс Берзс».

## Статистика выступления в высшей лиге
| Легенда | Легенда                    | Легенда | Легенда                   | Легенда | Легенда    |
| ------- | -------------------------- | ------- | ------------------------- | ------- | ---------- |
| И       | Количество проведённых игр | Штр     | Штрафное время            | +/−     | Плюс-минус |
| Г       | Голы                       | П       | Голевые передачи          | О       | Очки       |
| -       | Статистика неизвестна      | —       | Статистика не учитывалась |         |            |

| Сезон                    | Команда                  | И   | Г | П | О  | Штр |
| ------------------------ | ------------------------ | --- | - | - | -- | --- |
| 1969/70                  | «Динамо» (Москва)        | 10  | 0 | 0 | 0  | 0   |
| 1970/71                  | «Динамо» (Москва)        | 4   | 1 | 0 | 0  | 4   |
| 1973/74                  | «Динамо» (Рига)          | 29  | 3 | 0 | 3  | 28  |
| 1974/75                  | «Динамо» (Рига)          | 36  | 2 | 2 | 4  | 18  |
| 1975/76                  | «Динамо» (Рига)          | 34  | 1 | 3 | 4  | 22  |
| 1976/77                  | «Динамо» (Рига)          | 32  | 1 | 1 | 2  | 18  |
| 1977/78                  | «Динамо» (Рига)          | 3   | 0 | 0 | 0  | 0   |
| Всего в чемпионатах СССР | Всего в чемпионатах СССР | 148 | 8 | 6 | 14 | 90  |